# Осборн, Кент
Кент Осборн (англ. Kent Osborne) — американский сценарист, актёр, аниматор. Более известен по работе над проектами «Время приключений», «Губка Боб Квадратные Штаны», «Лагерь Лазло» и «Остров летнего лагеря».

## Биография и карьера
Кент Осборн родился 30 августа 1969 года в Нью-Джерси, США. Свои детские и юношеские годы Кент провёл в Вермонте и Флемингтоне (штат Нью-Джерси). Обучался актёрскому мастерству в Американской академии драматического искусства и в Лос-Анджелесе.
Первой ролью Осборна в кино стала небольшая роль Эмиля в фильме «Школьные узы», которая после вдохновила Кента на написание сценария для фильма «Dropping Out». Также с 1998 по 2001 года Осборн выл ведущим программы «Movie Lounge».
Первой анимационной работой Осборна был мультсериал «Губка Боб Квадратные Штаны». В 2000 году Стивен Хилленберг, создатель мультсериала, пригласил Осборна на собеседование в качестве сценариста на второй сезон, которое Кент провалил. Тем не менее, после выхода фильма «Dropping Out» Хилленберг вновь предложил Осборну работу в проекте, в третьем сезоне. После представления комикса, основанного на пьесе Осборна, Хилленбергу и Дереку Драймону Осборн получил должность сценариста и художника раскадровки. После завершения третьего сезона Кент вместе с Хилленбергом, Драймоном, Тимом Хиллом, Аароном Спрингером и Полом Тиббитом участвовал в создании фильма «Губка Боб Квадратные Штаны». В начале четвёртого сезона «Губки Боба» Осборн покинул проект и ушёл на работу в мультсериалы «Лагерь Лазло», «Финес и Ферб» и «Удивительные злоключения Флэпджека». Позже Кент начал работу в мультсериале Пендлтона Уорда «Время приключений» в качестве главного сценариста.
В 2011 году он снялся в фильме сценариста и режиссёра Эмбер Сили «How To Cheat». Осборн и его коллеги по фильму получили награду на Лос-Анджелесском кинофестивале 2011 года.

### Личная жизнь
Кент является братом режиссёра Марка Осборна.

## Фильмография

### Телевидение
| Годы      | Название                           | Примечания                                                                             |
| --------- | ---------------------------------- | -------------------------------------------------------------------------------------- |
| 1998—2001 | Movie Lounge                       | Ведущий                                                                                |
| 2002—2005 | Губка Боб Квадратные Штаны         | Сценарист Художник раскадровки Автор песен                                             |
| 2005—2006 | Лагерь Лазло                       | Сценарист Художник раскадровки                                                         |
| 2008      | Финес и Ферб                       | Сценарист Художник раскадровки                                                         |
| 2008—2010 | Удивительные злоключения Флэпджека | Сценарист Художник раскадровки Главный сценарист Режиссёр озвучивания                  |
| 2010—2018 | Время приключений                  | Главный сценарист Сценарист Художник раскадровки Главный режиссёр Режиссёр озвучивания |
| 2010      | Обычный мультик                    | Сценарист Художник раскадровки                                                         |
| 2011      | Удивительный мир Гамбола           | Художник раскадровки Автор песен                                                       |
| 2013      | Би и ПаппиКэт                      | Режиссёр озвучивания                                                                   |
| 2013      | Cat Agent                          | Режиссёр Сценарист Исполнительный продюсер                                             |
| 2013—2019 | Вселенная Стивена                  | Режиссёр озвучивания                                                                   |
| 2016      | Дядя Деда                          | Актёр озвучивания (Милтон)                                                             |
| 2017      | Ручей Крейга                       | Режиссёр озвучивания                                                                   |
| 2018      | Остров летнего лагеря              | Сценарист                                                                              |

### Фильмы
| Годы | Название                      | Роль                    | Примечания                                 |
| ---- | ----------------------------- | ----------------------- | ------------------------------------------ |
| 1992 | Школьные узы                  | Эмиль                   |                                            |
| 1998 | Взрыватель                    | Пачи                    |                                            |
| 2000 | Dropping Out                  | Эмиль                   |                                            |
| 2004 | Губка Боб Квадратные Штаны    | —                       | Сценарист Художник раскадровки Автор песен |
| 2004 | Open House                    | Уолтер                  |                                            |
| 2004 | Пережить Рождество            | Марли                   |                                            |
| 2007 | Hannah Takes the Stairs       | Мэтт                    | Сценарист                                  |
| 2008 | Nights and Weekends           | Парень сестры Мэтти     |                                            |
| 2008 | Кунг-фу панда                 | Свин-фанат (озвучка)    |                                            |
| 2009 | Монстры против пришельцев     | Техник Джерри (озвучка) |                                            |
| 2009 | Alexander the Last            | Регги                   |                                            |
| 2011 | Дядя Кент                     | Кент                    | Сценарист Продюсер                         |
| 2011 | Art History                   | Эрик                    | Сценарист                                  |
| 2011 | How To Cheat                  | Марк                    |                                            |
| 2012 | All the Light in the Sky      | Дэн                     |                                            |
| 2014 | Wild Canaries                 | Кэлвин                  |                                            |
| 2015 | Digging for Fire              | Адам                    |                                            |
| 2015 | Дядя Кент 2                   | Кент                    | Сценарист Продюсер                         |
| 2015 | Bloomin Mud Shuffle           | Человек из Спандекса    |                                            |
| 2016 | No Light and No Land Anywhere | Дэнни                   |                                            |
| 2017 | Dismissed                     | Дэвид Батлер            |                                            |
| 2020 | Build the Wall                | Кент                    |                                            |